# Laksevåg
Laksevåg (Noors voor "zalmbaai") is een stadsdeel van Bergen, de tweede stad van Noorwegen. Er wonen 36.651 mensen (14,79% van de totale bevolking van Bergen) op een oppervlakte van 32,72 km² (2008).
Laksevåg (vroeger geschreven als Laxevaag) is een voormalige gemeente. Het werd op 1 juli 1918 afgesplitst van Askøy als eigen gemeente. Op 1 januari 1972 fuseerde Laksevåg met Bergen. Hierbij werd de voormalige gemeente in twee stadsdelen gesplitst: Laksevåg en het westelijker gelegen Loddefjord. In 2000 werd Loddefjord weer een deel van Laksevåg.
Het stadsdeel ligt ten westen van het centrale stadsdeel Bergenhus en is gescheiden van het centrum door de Puddefjord. Tussen Laksevåg en het centrum ligt de brug Puddefjordsbroen, een brug van 461 meter over Damsgårdssundet (het smalste gedeelte van de Puddefjord). Aan de westkant van Laksevåg leidt een brug over Vatlestraumen naar de gemeente Fjell. Ten zuiden van Laksevåg ligt het stadsdeel Fyllingsdalen.
Damsgård hovedgård, een landhuis in rococo-stijl, ligt in Damsgård aan de oostkant van Laksevåg. In Alvøen, aan de westkant van Laksevåg, stond de oudste papierfabriek van het land, uit 1797. Het hoofdgebouw is nu een museum. In Laksevåg is ook Haakonsvern (de grootste marinebasis van Noorwegen) en het fort Kvarven uit 1899.
Op 16 mei 1808 vond de Zeeslag bij Alvøen plaats in Vatlestraumen, het water aan de westkant van Laksevåg, tussen een Noorse vloot en een Engels fregat dat naar Bergen was gestuurd om een Nederlandse kaapvaarder te onderscheppen dat voor reparaties in de haven van Bergen lag.
Tijdens de Tweede Wereldoorlog bouwden de Duitsers een drijvend dok voor U-boten in de Puddefjord. Dit Laksevåg-dok werd op 15 april 1944 aangevallen door de Britse mini-onderzeeboot X24 (Operation Guidance). De gezagvoerder zag echter het SS Bärenfels, een Duits vrachtschip van 7.500 ton dat in de fjord afgemeerd lag, aan voor het dok, en bracht de Bärenfels tot zinken met twee ladingen met tijdontsteking. Bij een tweede poging van de X24, op 11 september 1944, werd het dok tot zinken gebracht (Operation Heckle).
In januari 2004 raakte het vrachtschip Rocknes een rots onder water in Vatlestraumen en kapseisde.
|  |  |